# Armas y armadura en época vikinga
El conocimiento sobre las armas y armaduras en época vikinga, es decir, la tecnología militar de la época vikinga, desde finales del siglo VIII hasta mediados del siglo XI se basa en hallazgos arqueológicos relativamente escasos, representaciones pictóricas y, hasta cierto punto, en las narraciones de las  sagas y leyes nórdicas registradas en el siglo XIII.
Según la costumbre, a todos los hombres nórdicos libres se les exigía poseer armas, y también se les permitía llevarlas en todo momento. De hecho, el Valhalla , que supuestamente es un sabio consejo dado por Odin , dice: "No dejes tus armas escondidas detrás de tu espalda en un campo, nunca se sabe cuándo necesitarás de repente tu lanza".
Como la guerra era la actividad más prestigiosa en la Escandinavia de la época vikinga, las armas bellamente acabadas eran una forma importante para que un guerrero mostrara su riqueza y estatus. Un vikingo rico probablemente tendría un conjunto completo de una lanza , un escudo de madera y un hacha de batalla o una espada . Los más ricos pueden tener un casco; se cree que otra armadura se limitó a la nobleza y a sus guerreros profesionales. El agricultor promedio probablemente se limitó a una lanza, escudo y quizás un hacha común o un cuchillo grande o seax . Algunos también traerían sus arcos de caza (en su mayoría arco largo o arco plano) para usar en las etapas iniciales de la batalla.

## Armas

### Arcos y flechas
El arco y la flecha se usaron tanto para la caza como en la batalla. Estaban hechos de tejo , fresno u olmo . La fuerza de atracción de un arco del siglo X puede haber alcanzado unas 90 libras de fuerza (400 N) o más, lo que da como resultado un alcance efectivo de al menos 200 metros (660 pies) dependiendo del peso de la flecha. Un arco de tejo encontrado en Viking Hedeby, que probablemente era un arco de guerra en toda regla, tenía una fuerza de atracción de más de 100 libras. Los arcos réplica utilizando las dimensiones originales se han medido entre 100-130 libras (45-59 kg) de peso de sorteo. Una unidad de longitud utilizada en la Era Vikinga llamada tiro de arco correspondía a lo que luego se midió como 227.5 metros (746 pies). Las ilustraciones de la época muestran la inclinación de los arcos hacia el pecho, en lugar de hacia la esquina de la boca o debajo de la barbilla, como es común hoy en día.
Las puntas de flecha se hicieron típicamente de hierro y se produjeron en varias formas y dimensiones, según el lugar de origen. La mayoría de las puntas de flecha estaban fijadas en el eje de la flecha por una espiga con hombros que se ajustaba al extremo de un eje de madera. Algunas cabezas también estaban hechas de madera, hueso o cornamenta. Se ha encontrado evidencia de vuelos de plumas de águila con las plumas atadas y pegadas. El extremo del eje estaba abocinado con tallas superficiales, aunque algunas flechas poseían incrustaciones de bronce. El registro histórico también indica que los vikingos pueden haber usado flechas de púas, pero la evidencia arqueológica de dicha tecnología es limitada.
El hallazgo más antiguo de estas reliquias se encontró en Dinamarca, que aparentemente pertenecía a la clase de guerreros principales basada en las tumbas en las que se encontraron.

### Lanza

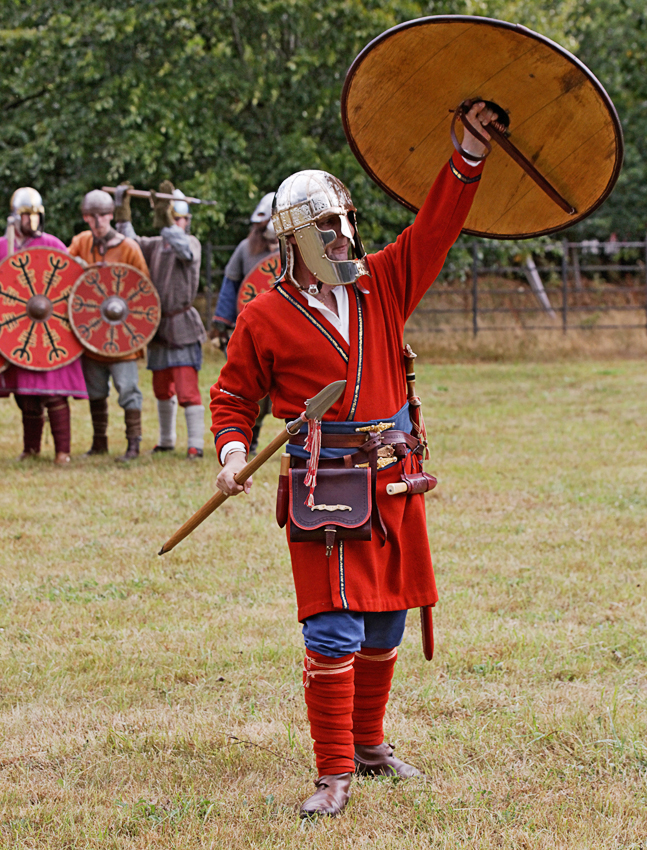
Caracterización de equipo y vestimenta anglosajones pre-vikingos (fotografía realizada en 2010)

La lanza era el arma más común de la clase campesina escandinava. Las lanzas arrojadizas eran usadas constantemente por la clase guerrera; a pesar de la creencia popular, también era la principal arma del guerrero vikingo, un ajuste apropiado para sus formaciones y tácticas. Consistían en cabezas de metal con una cuchilla y un eje hueco, montados en varas de madera de dos a tres metros de largo, y generalmente estaban hechos de madera de fresno. Las cabezas de las lanzas podrían medir entre veinte y sesenta centímetros con una tendencia hacia cabezas más largas en la última Era Vikinga. Las cabezas de lanza con alas se llaman krókspjót (lanza enganchada) en las sagas. Algunas lanzas de cabeza más grande fueron llamadas höggspjót(corte de la lanza) y también podría ser utilizado para cortar. Las lanzas de púas a menudo estaban menos adornadas que las lanzas ostentosas, ya que las lanzas arrojadizas a menudo se perdían en la batalla.
La lanza se usó tanto como arma arrojadiza como arma de empuje, aunque había cierta especialización en el diseño. Se hicieron lanzas más ligeras y angostas para lanzar; más grandes y más pesados, para apuñalar. La mayoría de las pruebas indican que se usaron en una mano. La evidencia limitada de una saga [cita requerida] indica que pueden haber sido utilizados con las dos manos, pero no en la batalla. La cabeza se mantuvo en su lugar con un pasador, que los personajes de la saga a veces se retiran para evitar que un enemigo vuelva a usar el arma.
En comparación con una espada, la lanza se puede hacer con acero inferior y mucho menos metal en general. Esto hizo el arma más barata y probablemente dentro de la capacidad de un herrero común para producir. A pesar de esto, la lanza tenía una gran importancia cultural para el guerrero vikingo, ya que el arma principal de Odín , el rey de los dioses nórdicos y el dios de la guerra, era la lanza Gungnir. La saga de Eyrbyggja alude que un comienzo habitual en una batalla incluyó lanzar una lanza sobre el ejército enemigo para reclamarlo para Odin. Posiblemente debido a su importancia cultural, las láminas soldadas con patrón son comunes en las cabezas de las lanzas, y las cuencas a menudo estaban decoradas con patrones de incrustaciones de plata.

### Otras armas
Un asta conocida como el atgeir se menciona en varias sagas de islandeses y otra literatura. Atgeir generalmente se traduce como "alabarda", similar a un glaive . Gunnar Hámundarson se describe en la saga de Njáls como enemigos de corte y empalamiento en su atgeir .
Varias armas (incluyendo el kesja y el höggspjót ) que aparecen en las sagas son alabardas vikingas . No se han encontrado armas que concuerden con sus descripciones en las tumbas. Estas armas pueden haber sido raras o no haber sido parte de las costumbres funerarias de los vikingos.

### Cuchillo
Ver también: Seax

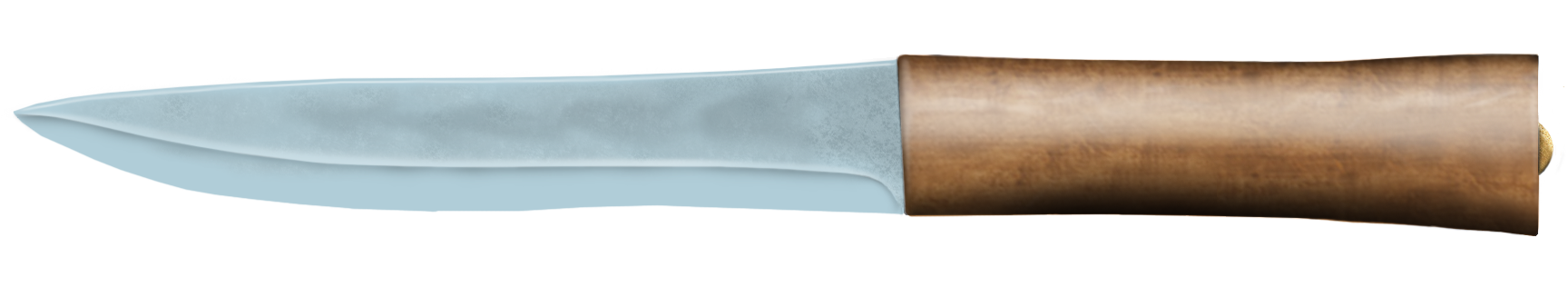
Cuchillo Vikingo, basado en los hallazgos expuestos en Jorvik Viking Center

Los vikingos usaban dos clases distintas de cuchillos. La más común era una navaja de un solo filo, bastante simple, de construcción normal, llamada knifr . Estos se encuentran en la mayoría de las tumbas, siendo la única arma permitida para todos, incluso los esclavos. Las versiones más pequeñas servían como la herramienta de utilidad diaria, mientras que las versiones más largas probablemente estaban destinadas a la caza o al combate, o ambas cosas. Los cuchillos de armas a veces tenían incrustaciones ornamentales en el mango del cuchillo. La construcción fue similar a los cuchillos escandinavos tradicionales. La espiga pasó por una manija más o menos cilíndrica , la hoja era recta con el borde barriendo hacia arriba en la punta para encontrarse con la parte posterior de la hoja en un punto. El cuchillo aparentemente jugó un papel importante para todos los escandinavos. Esto se evidencia por la gran cantidad de cuchillos encontrados en los cementerios no solo de hombres, sino también de mujeres y niños.

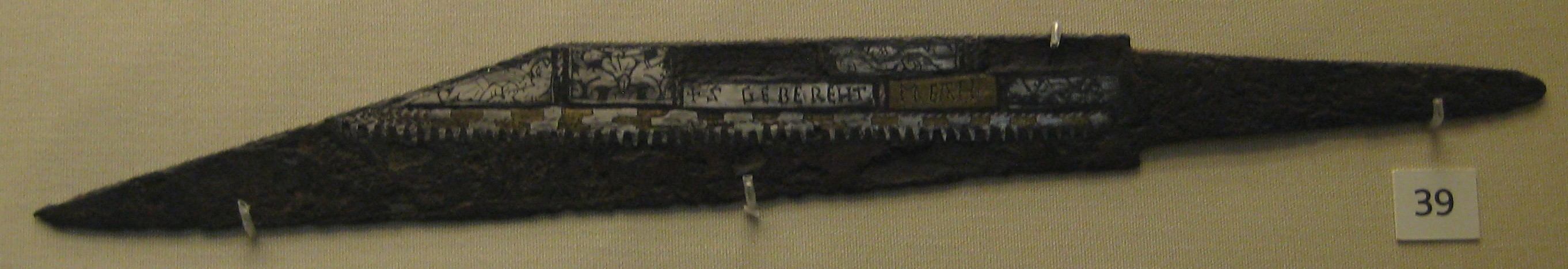
Seax roto de Sittingbourne en Kent

El otro tipo era el Seax. Por lo general, era un poco más pesado que el cuchillo normal y serviría como un machete , o un brazo tipo falchion. Un hombre más rico podría poseer una seax más grande, algunas siendo efectivamente espadas. Con el único filo y la hoja pesada, esta arma algo tosca sería relativamente simple de usar y producir, en comparación con la espada normal. Una espiga bastante larga se adapta a muchos ejemplos, lo que indica que pueden haber tenido un mango más largo para usar con las dos manos. Los seax más pequeños parecidos a cuchillos probablemente estaban dentro de la capacidad de fabricación de un herrero común.
El Seax fue ampliamente utilizado entre las tribus germánicas del período de la migración, e incluso es epónimo de los sajones . Aparece en Escandinavia desde el siglo IV, y muestra un patrón de distribución desde el bajo Elba (los Irminones ) hasta la Inglaterra anglosajona . Si bien su popularidad en el continente disminuye con el final del período de migración, permaneció en las islas británicas, donde fue retomado por los vikingos. Las grandes marinas parecidas a espadas se encuentran principalmente en conexión con asentamientos vikingos en Inglaterra e Irlanda, pero no son muy comunes en Escandinavia.

### Espada
La espada de la Era Vikinga era para usar con una sola mano y combinarse con un escudo, con una longitud de hoja de doble filo de hasta 90 cm. Su forma todavía se basaba mucho en la espada romana con un agarre firme, mucho más profunda y sin una pronunciada contra guardia. No era exclusivo de los vikingos, sino que se usaba en toda Europa.
Las espadas eran muy costosas de hacer, y un signo de alto estatus. Raramente se usaban y algunas espadas halladas en tumbas probablemente no eran lo suficientemente resistentes para la batalla o las incursiones, y en su lugar eran probablemente objetos decorativos. Al igual que las espadas romanas, se usaron en fundas de madera encuadernadas en cuero suspendidas de una correa en el hombro derecho. Las láminas tempranas se soldaron con patrón, una técnica en la cual las tiras de hierro forjado y acero dulce se retorcieron y forjaron juntas, con la adición de un borde endurecido. Láminas posteriores de acero homogéneo, importadas probablemente de Renania, muchas llevan marcas e inscripciones de fabricantes de incrustaciones, como INGELRIIo VLFBERHT . Los artesanos locales a menudo añadían sus propias empuñaduras cuidadosamente decoradas, y muchas espadas recibían nombres, como el mordedor de la pierna y la empuñadura de oro. La empuñadura de espada usualmente estaba hecha de un material orgánico, como madera, cuerno o cornamenta (que a menudo no sobrevive para el descubrimiento arqueológico), y bien pudo haberse enrollado con textiles.
Poseer una espada era una cuestión de gran honor. Las personas de estatus pueden poseer espadas ornamentadas con adornos plateados e incrustaciones. La mayoría de los guerreros vikingos poseerían una espada, ya que una incursión solía ser suficiente para permitirse una buena espada. La mayoría de los hombres libres poseerían una espada con goðar, jarls y, a veces, hombres libres más ricos que poseen espadas mucho más ornamentadas. Los agricultores pobres usarían un hacha o una lanza en su lugar, pero después de un par de incursiones tendrían suficiente para comprar una espada. Una espada mencionada en la saga Laxdæla estaba valorada en media corona, lo que correspondería al valor de 16 vacas lecheras. La construcción de tales armas era un esfuerzo altamente especializado y muchas hojas de espadas fueron importadas de tierras extranjeras, como Renania. Las espadas podían tardar hasta un mes en fraguarse y eran tan valiosas que pasaban de generación en generación. A menudo, cuanto más vieja es la espada, más valiosa se vuelve.
Una clase distinta de espadas de un solo filo se conoce en el este de Noruega en ese momento. Estos tenían los mismos agarres que las espadas de doble filo y hojas de longitud comparable. Las cuchillas variaban de largas y delgadas, como las espadas de dos filos más comunes, a algo pesadas, dando al arma un equilibrio más parecido a cuchilla. Confusamente, los mismos hallazgos a veces se clasifican como "sables" o "seaxes" en la literatura inglesa.
Como se mencionó anteriormente, una espada era tan valorada en la sociedad nórdica que las buenas espadas fueron apreciadas por generaciones sucesivas de guerreros. Incluso hay alguna evidencia de entierros vikingos para la deliberada y posiblemente ritual "matanza" de espadas, lo que implicó que la hoja se doblara para que no se pudiera usar. Debido a que los vikingos a menudo eran enterrados con sus armas, la "muerte" de espadas puede haber cumplido dos funciones. Una función ritual en el retiro de un arma con un guerrero, y una función práctica para disuadir a cualquier ladrón de tumbas de perturbar el entierro con el fin de obtener una de estas armas costosas. De hecho, los hallazgos arqueológicos de las piezas dobladas y frágiles de restos de espada de metal atestiguan el entierro regular de vikingos con armas, así como el habitual "asesinato" de espadas.

#### Espadas y hachas vikingas

Viking Swords and axes
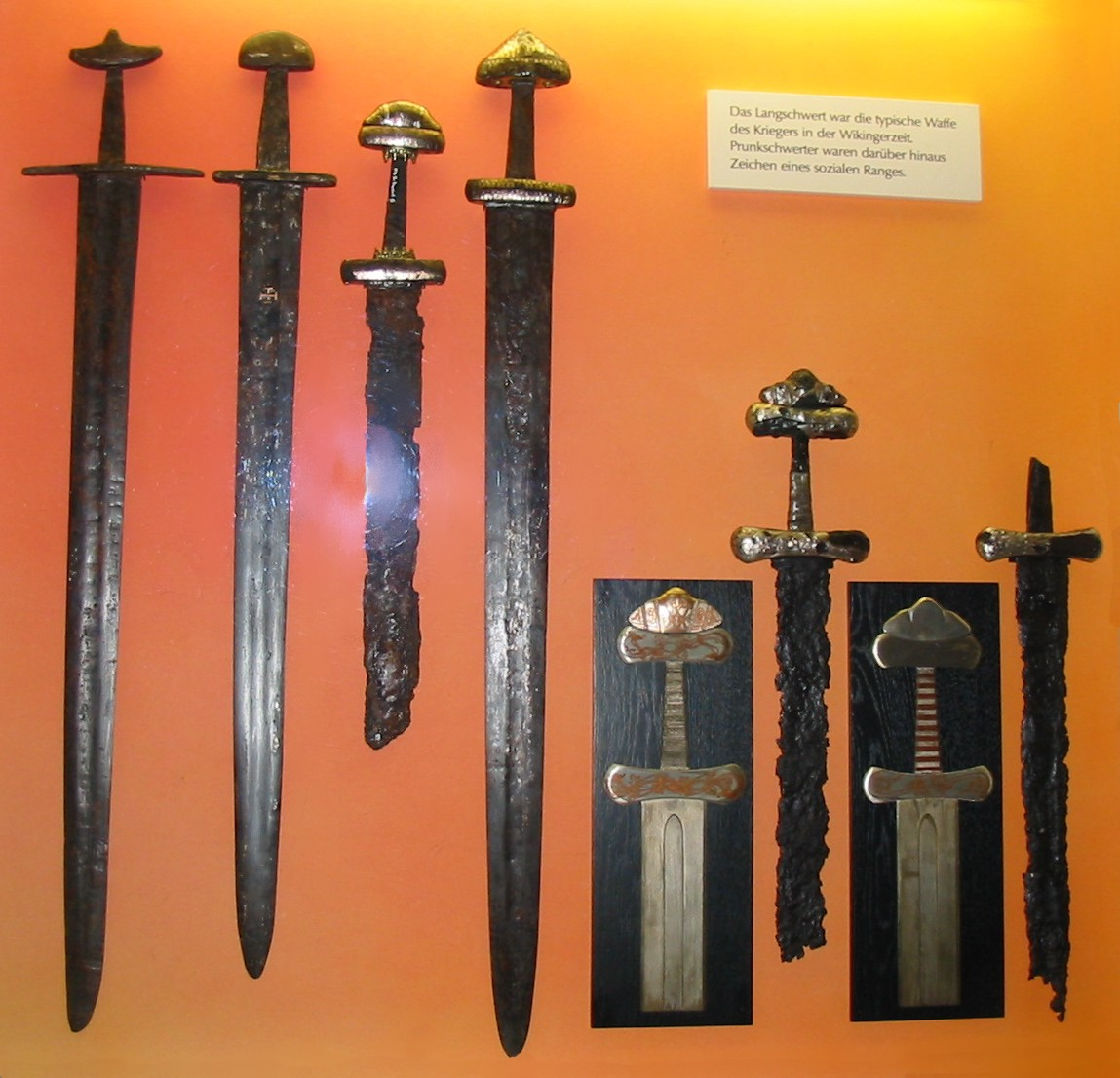
Espadas vikingas exhibidas en el Museo Hedeby Viking
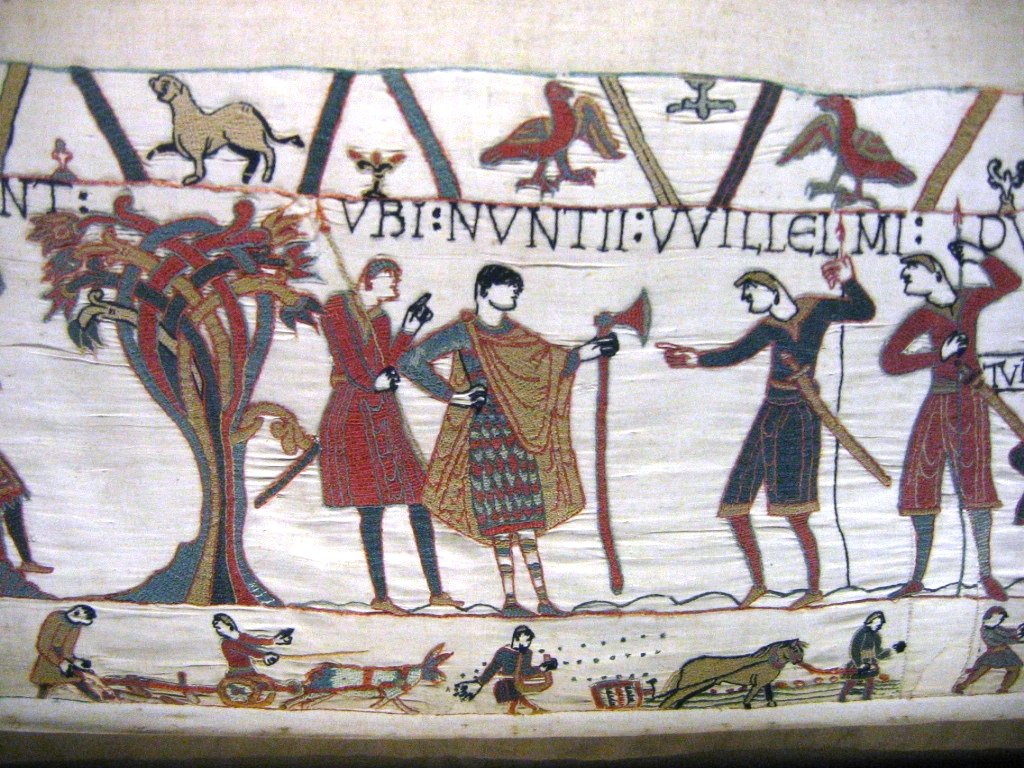
Un hacha danés en el tapiz de Bayeux
Dos hachas encontradas en el oeste de Noruega exhibidas en Bergen
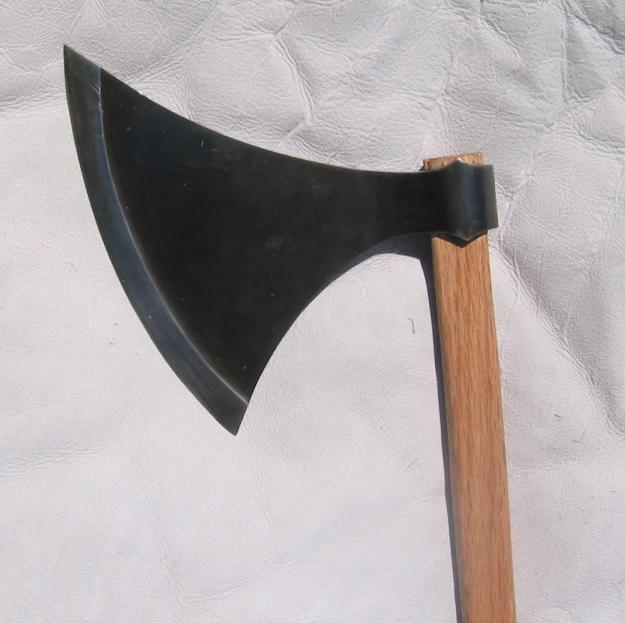
Reproducción moderna de un hacha danesa

### Hacha
Tal vez el arma de mano más común entre los vikingos fue el hacha: las espadas eran más caras de fabricar y solo los guerreros ricos podían permitírselos. La prevalencia de hachas en los sitios arqueológicos puede atribuirse a su papel no solo como un arma, sino también como una herramienta común. Esto es apoyado por la gran cantidad de sitios de tumbas de mujeres escandinavas que contienen hachas. Varios tipos de ejes mayores especializados para su uso en la batalla evolucionaron, con cabezas más grandes y ejes más largos. Las formas más grandes eran tan largas como un hombre y estaban hechas para ser usadas con ambas manos, llamado el Hane Dane . Algunas cabezas de hachas tenían incrustaciones de diseños plateados. En la era Vikinga posterior, había cabezas de hacha con bordes en forma de media luna que medían hasta 45 centímetros (18 pulgadas) llamados breiðöx (hacha ancha). Las hachas de doble punta representadas en el arte "vikingo" moderno eran muy raras ya que usaba más material y era visto como un desperdicio en tiempos difíciles.
Los vikingos solían llevar robustas hachas que podían ser lanzadas o balanceadas con una fuerza que partía la cabeza. El hacha de Mammen es un famoso ejemplo de tales hachas de batalla, ideal para lanzar y combatir cuerpo a cuerpo.
Una cabeza de hacha era en su mayoría de hierro forjado, con un filo de acero. Esto hizo que el arma fuese menos costosa que una espada, y fue un artículo estándar producido históricamente por herreros.
Como la mayoría de otras armas escandinavas, a menudo se les daban nombres a los ejes. De acuerdo con la Edda prosaica de Snorri Sturluson, las hachas a menudo eran nombradas después de los trolls, un ejemplo aparece en las saga de Njál llamado bryntröll.

## Escudos

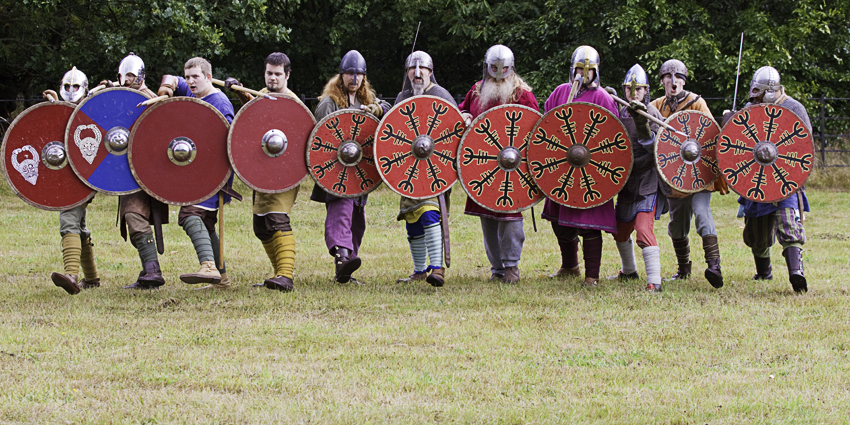
Muro de escudos

### Escudos redondos
El escudo era el medio de defensa más común. Las sagas mencionan específicamente la madera de tilo para la construcción del escudo, aunque los hallazgos de las tumbas muestran principalmente otras maderas, como el abeto , el aliso y el álamo . Estas maderas no son muy densas y son livianas en la mano. Tampoco están dispuestos a dividirse, a diferencia del roble. Además, las fibras de la madera se unen alrededor de las cuchillas para evitar que la cuchilla corte más profundo a menos que se aplique mucha más presión. Junto con la madera más resistente, los vikingos a menudo reforzaban sus escudos con cuero o, ocasionalmente, hierro alrededor del borde. Los escudos redondos parecen haber variado en tamaño desde alrededor de 45-120 centímetros (18-47 pulgadas) de diámetro, pero 75-90 centímetros (30-35 pulgadas) es con mucho el más común.
Los tamaños de escudo más pequeños vinieron del período pagano para los sajones y los tamaños más grandes de los siglos 10 y 11. La mayoría de los escudos se muestran en las iluminaciones como pintados de un solo color, aunque algunos tienen un diseño pintado sobre ellos; los diseños más comunes son cruces simples o derivaciones de ruedas solares o segmentos. Los pocos escudos redondos que sobrevivieron tienen diseños mucho más complicados pintados en ellos y, a veces, un trabajo muy adornado de plata y oro aplicado alrededor del jefe y los anclajes de la correa.
El barco de Gokstad tiene lugares para colgar escudos en la barandilla y los escudos de Gokstad tienen orificios a lo largo del borde para sujetar algún tipo de protección de borde no metálico. Estas fueron llamadas listas de escudos y protegían a las tripulaciones de las olas y el viento. Algunos escudos vikingos pueden haber sido decorados con patrones simples, aunque algunos poemas escaldicos que elogian los escudos podrían indicar una decoración más elaborada y la evidencia arqueológica lo ha respaldado. De hecho, hay un subgénero completo de la poesía escaldica dedicado a los escudos, conocidos como "poemas de escudo", que describen escenas pintadas en escudos. Por ejemplo, el poema escaldico de finales del siglo IX, Ragnarsdrápa, describe algunos escudos pintados con escenas mitológicas. Los escudos vikingos también fueron muy utilizados en formaciones. La pared del escudo o skjaldborg era una formación principal en la que los guerreros vikingos logrados crearían una línea de escudos entrelazados y lanzas de empuje a los adversarios. Otras tácticas notables incluyen el svinfylking "boarsnout" (hocico de jabalí), en el cual los guerreros crearían una configuración de cuña e intentarían irrumpir a través de la línea del frente de los enemigos cercanos.

### Escudos de cometa

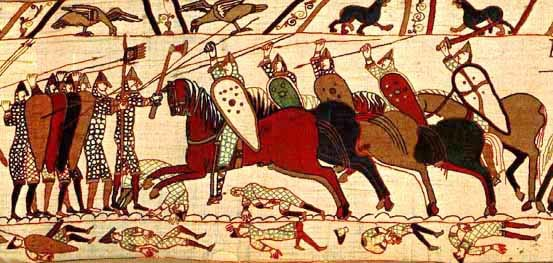
Escena de batalla de Bayeux, que representa los escudos de cometas.

Se ha propuesto que el escudo de la cometa de la era medieval favorecido por los normandos fue introducido en Europa por los vikingos. Sin embargo, los arqueólogos no han encontrado documentación o restos de escudos de cometas del período vikingo. [cita requerida]

Viking shield
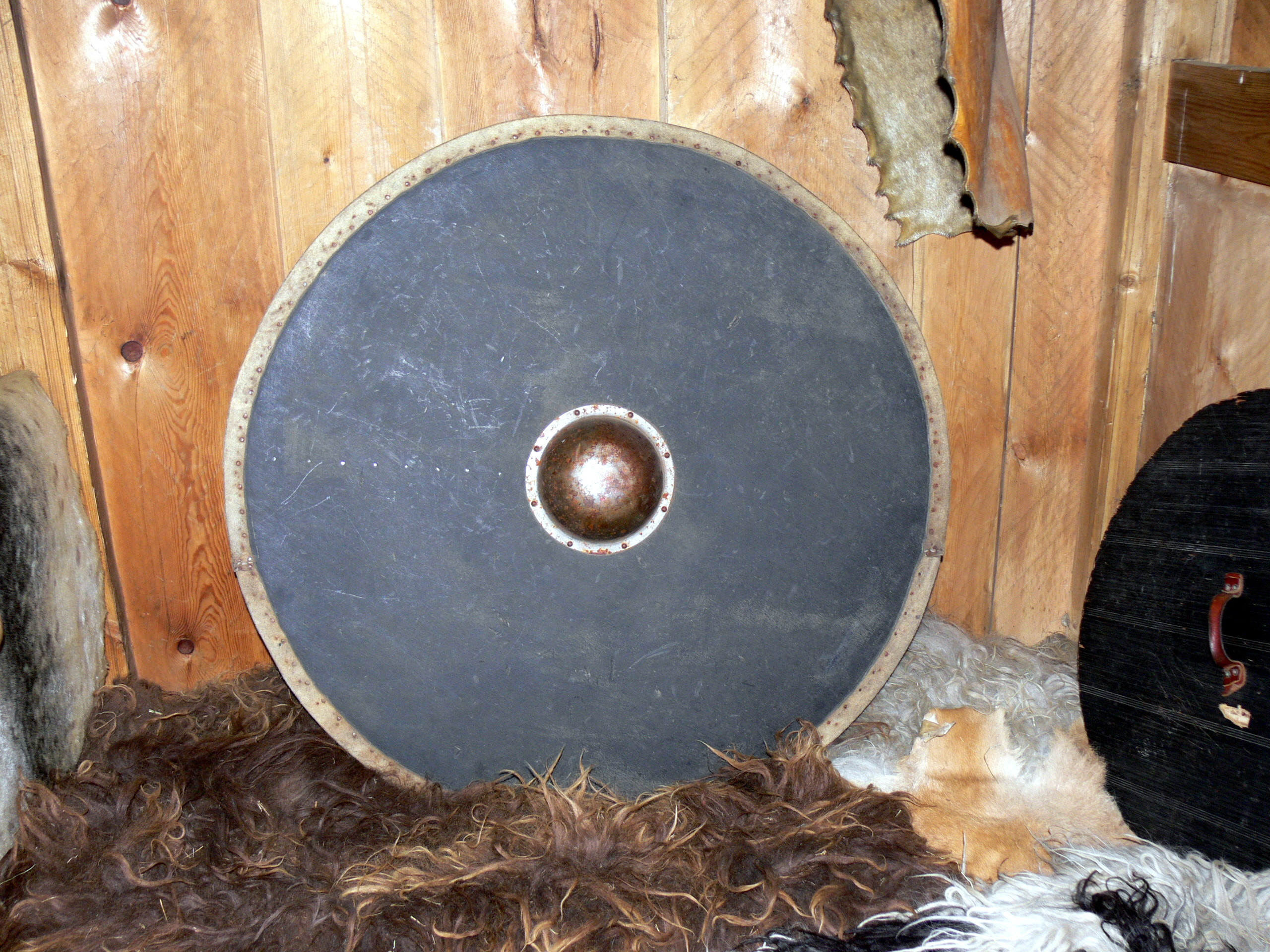
Un típico escudo vikingo en estilo Gokstad
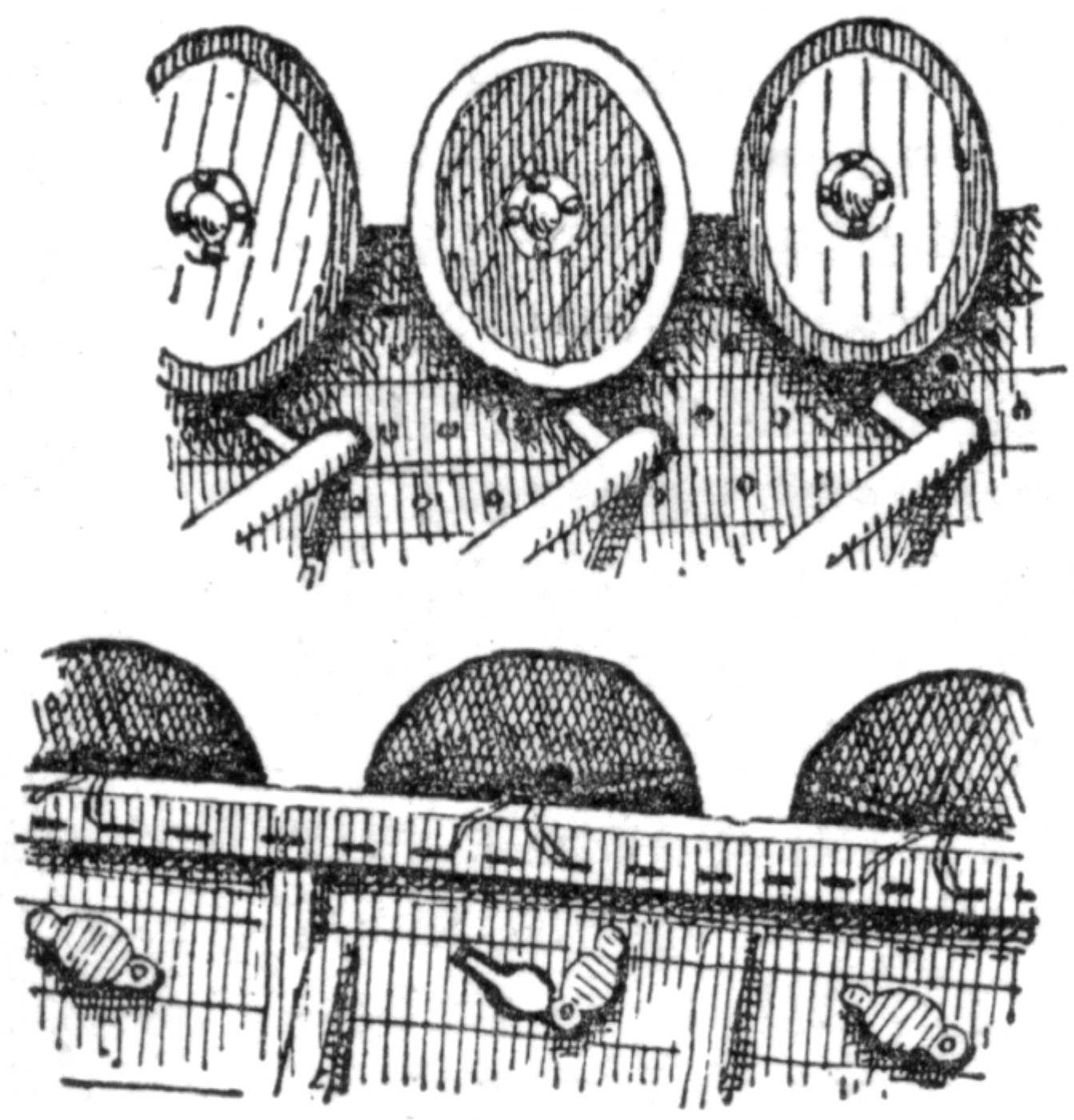
Montajes de escudo en el barco

## Armadura

### Casco

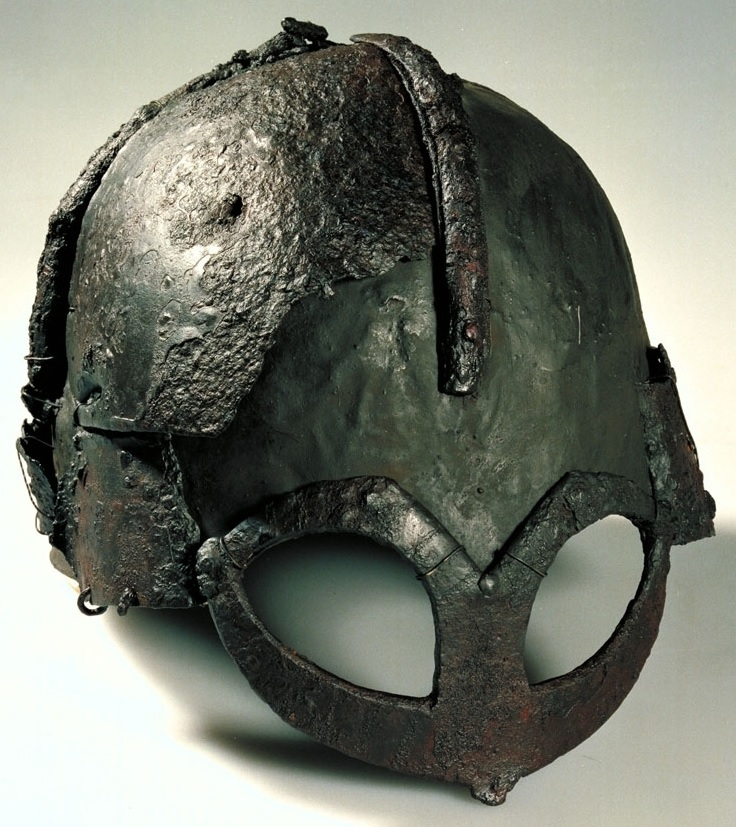
Casco Gjermundbu del siglo X en Noruega

Se sabe que existen los restos de cinco cascos de la Era Vikinga: el fragmento de yelmo de Tjele, dos fragmentos de Gotland, un fragmento de Kiev y el casco de Gjermundbu. Solo los restos de Gjermundbu fueron capaces de reconstrucción. Fue excavado en una granja llamada Gjermundbu en Ringerike en el centro de Noruega. Gjermundbu se encuentra en Haugsbygd, un pueblo al noreste de Hønefoss, en Buskerud, Noruega.
El casco data del siglo X. Este casco estaba hecho de hierro de cuatro placas después del patrón spangenhelm. Este casco tiene una gorra redondeada, y hay evidencia de que también puede haber tenido un correo preventivo. Tiene un protector de "gafas" alrededor de los ojos y la nariz que forma una especie de máscara, lo que sugiere una estrecha afinidad con los primeros cascos del Período Vendel.
De las piedras rúnicas y otras ilustraciones, se sabe que los vikingos también llevaban cascos más simples, a menudo gorras con un simple protector de nariz. Las investigaciones indican que los vikingos rara vez han usado cascos de metal. Cascos con cuernos de metal, presumiblemente para uso ceremonial, son conocidos de la Edad de Bronce Nórdica, 2,000 años antes de la Era Vikinga.
A pesar de la cultura popular, no hay evidencia de que los vikingos usaran cascos con cuernos en la batalla, ya que estos cuernos no serían prácticos en un combate cuerpo a cuerpo, pero es posible que los vestidos con cuernos se usaran en contextos rituales. Los cascos con cuernos y alados asociados con los vikingos en la mitología popular fueron la invención del romanticismo del siglo XIX. El casco con cuernos puede haber sido introducido en la ópera del anillo de Richard Wagner : el coro masculino llevaba cascos con cuernos, mientras que los otros personajes tenían cascos alados.

### Cota de malla
Una vez más, una simple cota de malla fragmentada pero posiblemente completa ha sido excavada en Escandinavia, desde el mismo sitio que el casco-Gjermundbu en Haugsbygd. Las costumbres funerarias escandinavas de la época vikinga parecen no favorecer el entierro con casco o armadura de malla, en contraste con los entierros de armaduras extensas anteriores en Suecia Valsgärde . Probablemente usado sobre la ropa gruesa, una camisa de malla protegía al usuario de ser cortado, pero ofrecía poca protección contra el trauma contundente y los ataques de apuñalamiento desde una punta afilada como la de una lanza. La dificultad de obtener una armadura de malla residía en el hecho de que requería miles de anillos de hierro interconectados, cada uno de los cuales debía remacharse individualmente a mano. Como resultado, la cota de malla era muy cara en la Europa medieval temprana, y probablemente la habrían llevado hombres de estatus y riqueza.
La malla usado por los vikingos era casi seguramente el tipo "cuatro en uno", donde cuatro anillos sólidos (perforados o remachados) están conectados por un único anillo remachado. El correo de este tipo se conoce como byrnie de Old Norse brynja. La costosa armadura de malla también se consideró engorrosa e incómoda en la batalla. Dado que los vikingos en una incursión intentaron evitar batallas campales, es posible que la cota de malla sea usado principalmente por los guerreros profesionales que entran en la batalla, como el Gran Ejército Pagano de mediados del siglo IX en Inglaterra o por la invasión de Harald Hardrada a Northumbria en la Batalla de Stamford Bridge en 1066.

### Láminas
Se encontraron más de 30 laminillas (placas individuales para armadura laminar ) en Birka, Suecia, en 1877, 1934 y 1998-2000. Fueron fechados en el mismo período aproximado que la camiseta de Gjermundbu (900-950) y pueden ser evidencia de que algunos vikingos usaron esta armadura, que es una serie de pequeñas planchas de hierro atadas o cosidas a una tela gruesa o gatos de cuero camisa. Sin embargo, existe un debate considerable sobre si las lamelas en cuestión estaban en posesión de un escandinavo residente o un mercenario extranjero.

### Paño y cuero

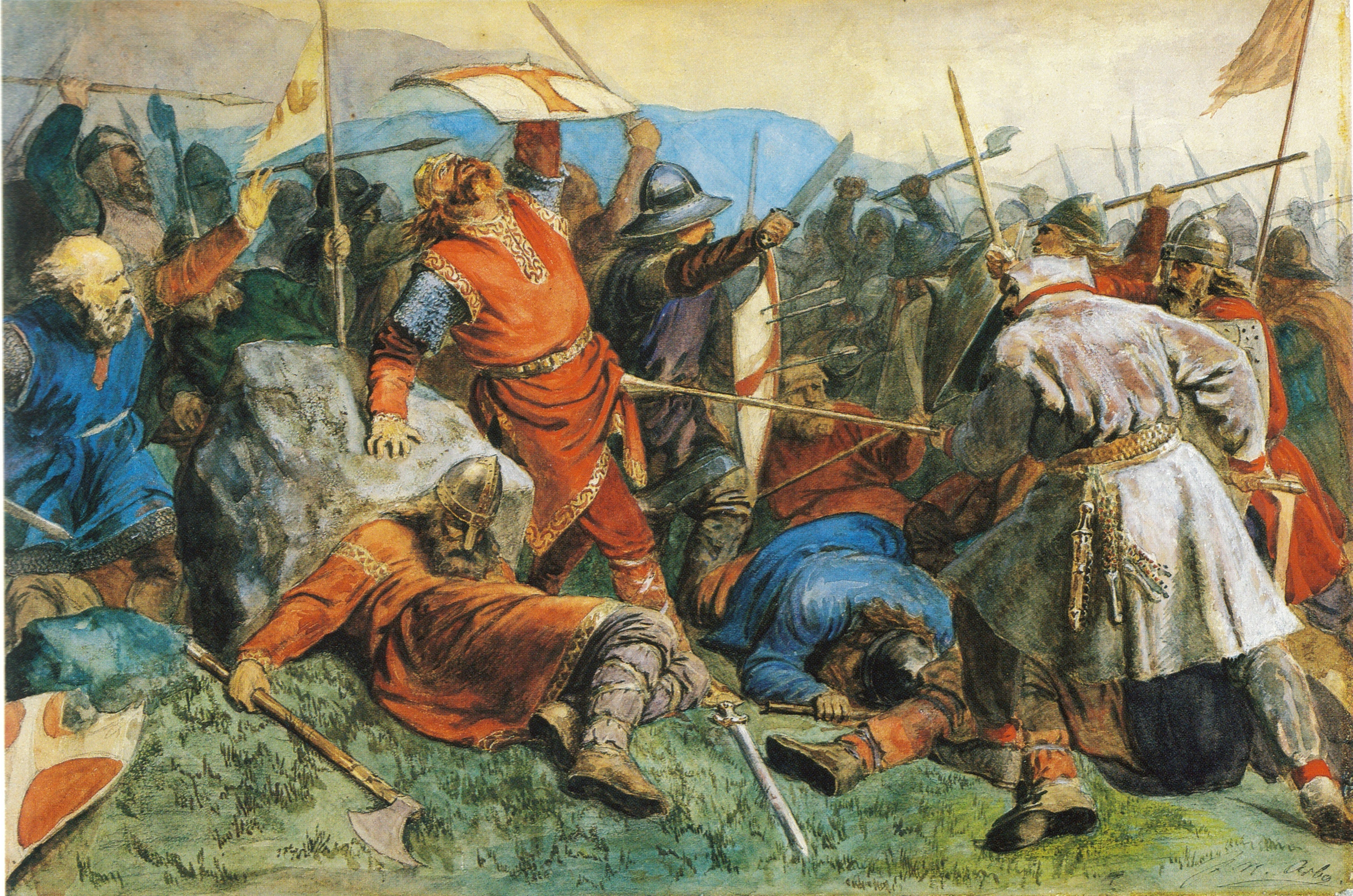
Thorir Hund, vestido con una túnica de reno, mata al rey Olaf en la batalla de Stiklestad

La tela acolchada (un gambeson) se conjetura como posibles opciones para los guerreros vikingos de menor rango, aunque no se conocen referencias de los sagas. Tales materiales sobreviven pobremente en tumbas, y no se han realizado hallazgos arqueológicos. Algunas piedras rúnicas muestran lo que parece ser una armadura que probablemente no sea malla . La armadura en cuestión puede haber sido la armadura laminar mencionada anteriormente, o puede que no haya sido una armadura en absoluto. Varias capas de lienzo de lino o cáñamo fuerte proporcionarían un buen nivel de protección, a un costo razonable, al igual que la ropa de invierno hecha de tela de lana gruesa. La experiencia práctica con malla también sugiere que se habría usado una prenda de vestir entre la misma y la túnica regular, para proteger a este último de la suciedad y el desgaste excesivo, pero las descripciones del efecto de los ejes en las Sagas indican que tales prendas estaban ligeramente acolchadas como mucho.
El cuero era mucho más caro durante el período que hoy y por lo tanto menos asequible para el guerrero casual. En la legendaria Saga de San Olaf , se dice que el reyezuelo Thorir Hund llevaba una túnica hecha de piel de reno , encantada por los "finlandeses" ( sami ), que lo defendía de los golpes con las espadas. La túnica se describe como mejorada "mágicamente" lo que puede indicar que puede no representar un ejemplo típico de dicha prenda. La ropa de cuero, sin embargo, aparece ocasionalmente en hallazgos arqueológicos, y habría ofrecido algún grado de protección en combate.
Con todo, el caso de las armaduras no metálicas sigue sin ser concluyente. Es probable que el vikingo promedio luchara mientras usaba ropa ordinaria, con el escudo como única forma de protección.

## Origen extranjero de armas y armaduras vikingas

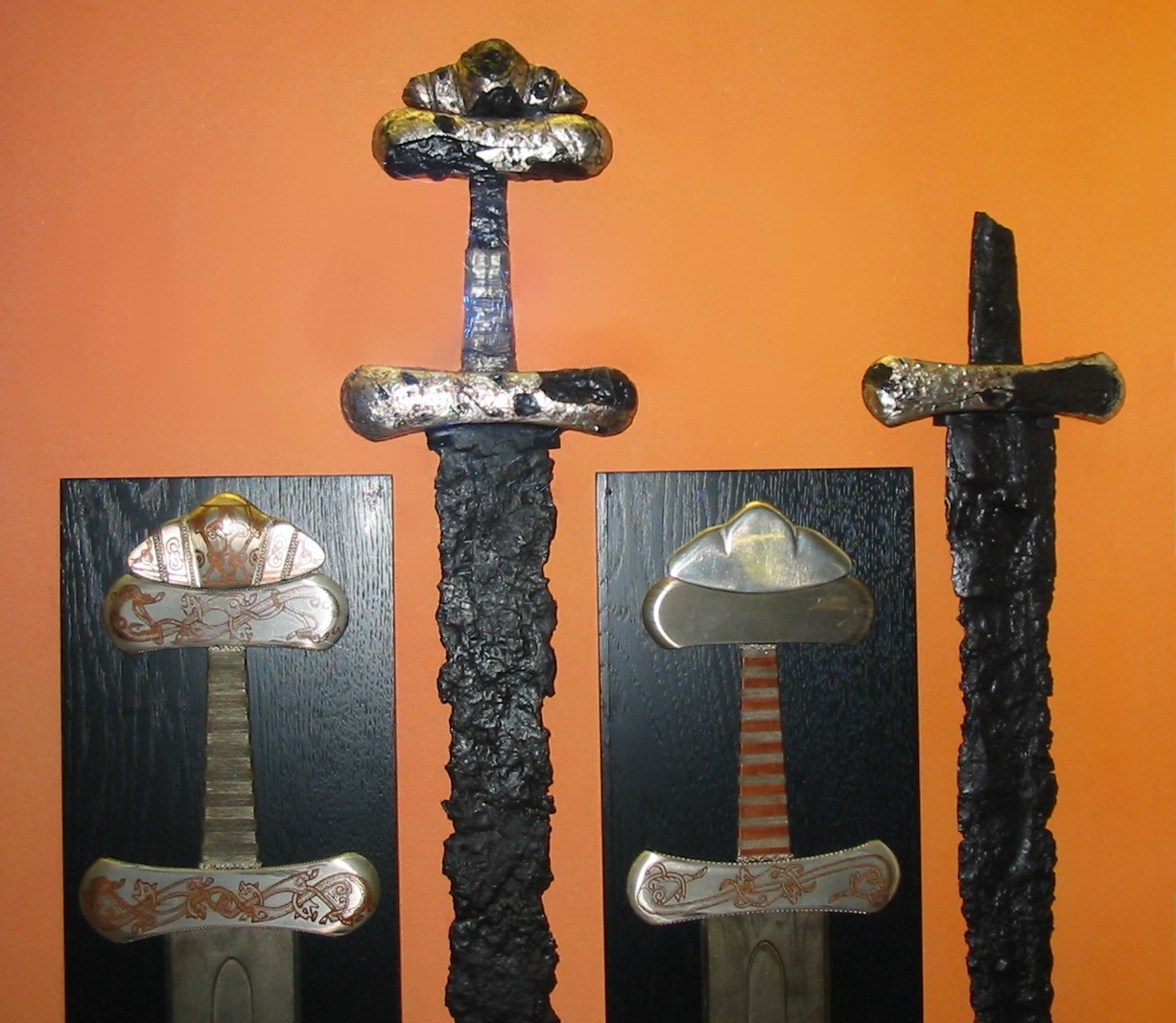
Espadas vikingas

Las armas y armaduras hechas en el extranjero, específicamente francas , desempeñaban un papel especial en la sociedad nórdica. Los escandinavos los obtuvieron a través del comercio (una extensión de regalos en la sociedad nórdica) [cita requerida] o como saqueo. Por lo tanto, su posesión y exhibición por cualquier individuo significaría su posición en la jerarquía social y cualquier lealtad política que tuvieran. Un ejemplo de intercambio de armas entre los francos y los vikingos ocurrió en 795 cuando Carlomagno intercambió armas con el rey anglosajón Offa de Mercia.
La afinidad escandinava hacia armas y armaduras extranjeras durante la era vikinga tuvo un aspecto eminentemente práctico. Los diseños de armas nórdicas estaban obsoletos y las fuentes de hierro dentro de Escandinavia eran de mala calidad. Las espadas francas como el VLFBERHT tenían un mayor contenido de carbono (haciéndolas más duraderas) y su diseño era mucho más manejable en comparación con las espadas producidas en Escandinavia. Aunque armas más pequeñas como dagas, cuchillos y puntas de flecha podrían ser fabricadas en Escandinavia, las mejores espadas y puntas de lanza sin duda fueron importadas.
Muchas de las armas vikingas más importantes estaban muy ornamentadas, decoradas profusamente con oro y plata. Las armas adornadas como tales cumplían grandes funciones religiosas y sociales. Estos metales preciosos no se produjeron en Escandinavia y también se habrían importado. Una vez en Escandinavia, los metales preciosos se habrían incrustado en pommels y cuchillas de armas creando patrones geométricos, representaciones de animales y (más tarde) símbolos cristianos.
Los vikingos también usaron armadura extranjera. Según Heimskringla , cien vikingos aparecieron "en abrigos de cota de malla, y en cascos extranjeros" en la Batalla de Nesjar en 1016.
Durante mediados del siglo IX, hubo una afluencia de estas armas de alta calidad a Escandinavia, y las armas francas se convirtieron en el estándar para todos los vikingos. Como Ahmad ibn Fadlan observó en su relato de su viaje a Rusia, cada vikingo llevaba una "espada del tipo franco". Los francos intentaron limitar el uso de armas y armaduras producidas por los vikingos en Francia, dado que eventualmente enfrentarían oponentes igualmente armados. El capítulo 10 del Capitulare Bononiense de 811 hizo ilegal que cualquier funcionario clerical suministrara espadas o armaduras a individuos no francos. Leyes como esta fueron promulgadas a lo largo de Francia. Finalmente, en 864, el Rey Carlos el Calvo de Francia Occidental hizo que la práctica se castigara con la muerte.
Algunos estudiosos han propuesto que tales leyes probaron ser tan efectivas para frenar el flujo de armas de los francos que iniciaron la práctica de saqueos por los cuales los vikingos se hicieron notorios.

## Acontecimientos de la Saga

### Batallas
- Batalla de Hafrsfjord
- Batalla de Hastings
- Batalla de Hjörungavágr
- Batalla de Svolder
- Batalla de Nesjar
- Batalla de Stiklestad

### Duelos
- Kormáks saga, holmgang entre Kormák y Bersi. Holmgang (en Nórdico antiguo e islandés moderno: hólmganga; en sueco: holmgång) era una forma de duelo practicado en la Era vikinga y principios de la Edad Media escandinava. Era una forma aceptada socialmente de resolver disputas.